# Estación Terrena Balcarce

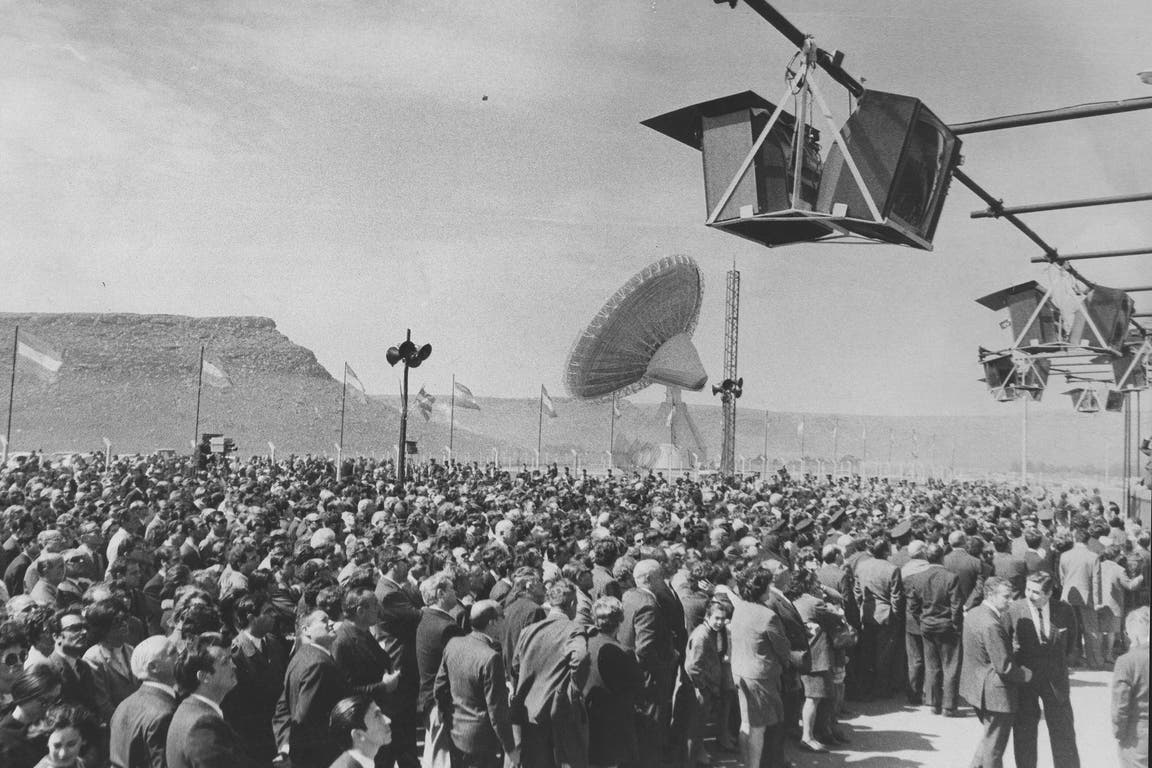
La estación durante su inauguración.

La Estación Terrena Balcarce, inaugurada oficialmente el 20 de septiembre de 1969, fue la primera y actualmente es la estación terrena más grande de la Argentina, ubicada en el kilómetro 48 de la Ruta Nacional RN 226, que une las localidades de Mar del Plata y Balcarce. 
Cursa comunicaciones vía satélite con estaciones terrenas de otros países y con lugares remotos y de difícil acceso. 
Sus antenas apuntan a satélites Intelsat, NewSkies, Nahuelsat e Hispasat. Algunos de los servicios prestados son: telefonía internacional, telefonía nacional, telefonía rural, servicios integrados de Voz y Datos (SIVD), transmisión de datos, enlaces punto a punto, enlaces por contingencias, enlaces antárticos, televisión, monitoría y control de satélites, etc.

## Ubicación
La Estación está ubicada sobre la Ruta Nacional RN 226 que une las localidades de Mar del Plata y Balcarce (Dirección Postal: Ruta Nac. 226 "km 48" - B7620 Balcarce),  y pertenece a Telefónica de Argentina S.A., desde noviembre de 1990. El lugar en donde se halla este complejo es un amplio valle rodeado por sierras de Balcarce (La Vigilancia y El Volcán). Este valle fue elegido luego de numerosos estudios realizados en diferentes zonas del país. 
Su característica principal es que el área forma una especie de “olla” natural, cuyo parapeto rocoso evita que perturbaciones electromagnéticas e interferencias de toda índole afecte el normal desenvolvimiento de las comunicaciones.

## Historia
En septiembre de 1966 se formó una comisión, dentro del ámbito de la Secretaría de Comunicaciones, para estudiar la factibilidad de la construcción de una estación terrena y recomendar asimismo el tipo de empresa que explotaría los servicios dentro de los tres modelos fundamentales: estatal, mixta o privada. Quedando finalmente su explotación a cargo de la Entel.
El 26 de julio de 1967 se llama a Licitación Internacional (Ley 17.359) por una estación terrena para la Argentina. De la misma resulta ganadora la empresa italiana S.T.S.  S.p.a. (Consorzio per Sistemi di Telecomunicazioni Vía Satellite Societa per azioni) quien se encargó de la construcción, puesta en servicio y entrenamiento del personal argentino que iba a operar la nueva estación terrena.
La Estación Terrena fue inaugurada oficialmente el 20 de septiembre de 1969 pero la primera señal que se recibió y se envío fue durante el alunizaje de la Apolo 11, cuando el hombre pisó la superficie lunar por primera vez, el 20 de julio de ese mismo año a través del satélite Intelsat 
II. En esos días el tráfico constaba de cincuenta canales para las comunicaciones internacionales a través de la única antena, Balcarce I.
El 18 de marzo de 1972, debido a la creciente demanda del nuevo sistema de comunicaciones vía satélite, se inauguraba una segunda antena, Balcarce II. Esto convirtió a la Argentina en el único país de Latinoamérica que atendía el servicio, en esos años, con dos antenas.
El 15 de junio de 1979 la Secretaría de Estado de Comunicaciones, dispuso mediante la Resolución N° 272-SC/79 constituir una Comisión, con el objeto de determinar la conveniencia y oportunidad de realizar un proyecto para la implantación de un sistema nacional de comunicaciones mediante satélites. Este proyecto tenía como objetivo brindar comunicaciones a poblaciones de menos de quinientos habitantes. En el año 1983 el sistema fue inaugurado a través de la antena Balcarce III.
Posteriormente se fueron incorporando más antenas, equipamientos y se realizó una renovación total de los antiguos equipos, manteniendo a la Estación Terrena en la primera línea tecnológica para las telecomunicaciones por satélite.

## Antenas
Balcarce I y II son muy similares. Poseen un reflector parabólico de un diámetro de 30 m y un subreflector hiperbólico de un diámetro cercano a 3,6 m .  El sistema se encuentra montado sobre una estructura metálica (pesa 190 t) soportada por un basamento de hormigón armado en forma de cono truncado de un peso aproximado de 500 t.  En ambas antenas este basamento dispone de un sótano, planta baja y primero piso en los cuales va montado parte del equipamiento. En la parte superior de la estructura metálica, detrás de la parábola, se encuentra la sala acimutal a la que se llega por ascensor.
Las antenas Balcarce III,  IV, V, VI, VII, VIII, IX, X, XI y XII son también parabólicas, y todas del tipo conocidas como “Cassegrain”, es decir con el foco en el centro. En cambio, Hispasat I y II, y Gilat I y II son del tipo Off-Set, es decir con el foco descentrado.

## Actualidad
En la actualidad (2008), presta servicios de datos y telefonía internacional, telefonía rural, Internet de banda ancha, redes privadas de banda ancha, enlaces antárticos, televisión, enlaces de contingencia, soporte a unidades satelitales móviles, gestión del monitoreo y control de satélites y mantenimiento y reparación de equipamiento.